# Pawel Lyschyn

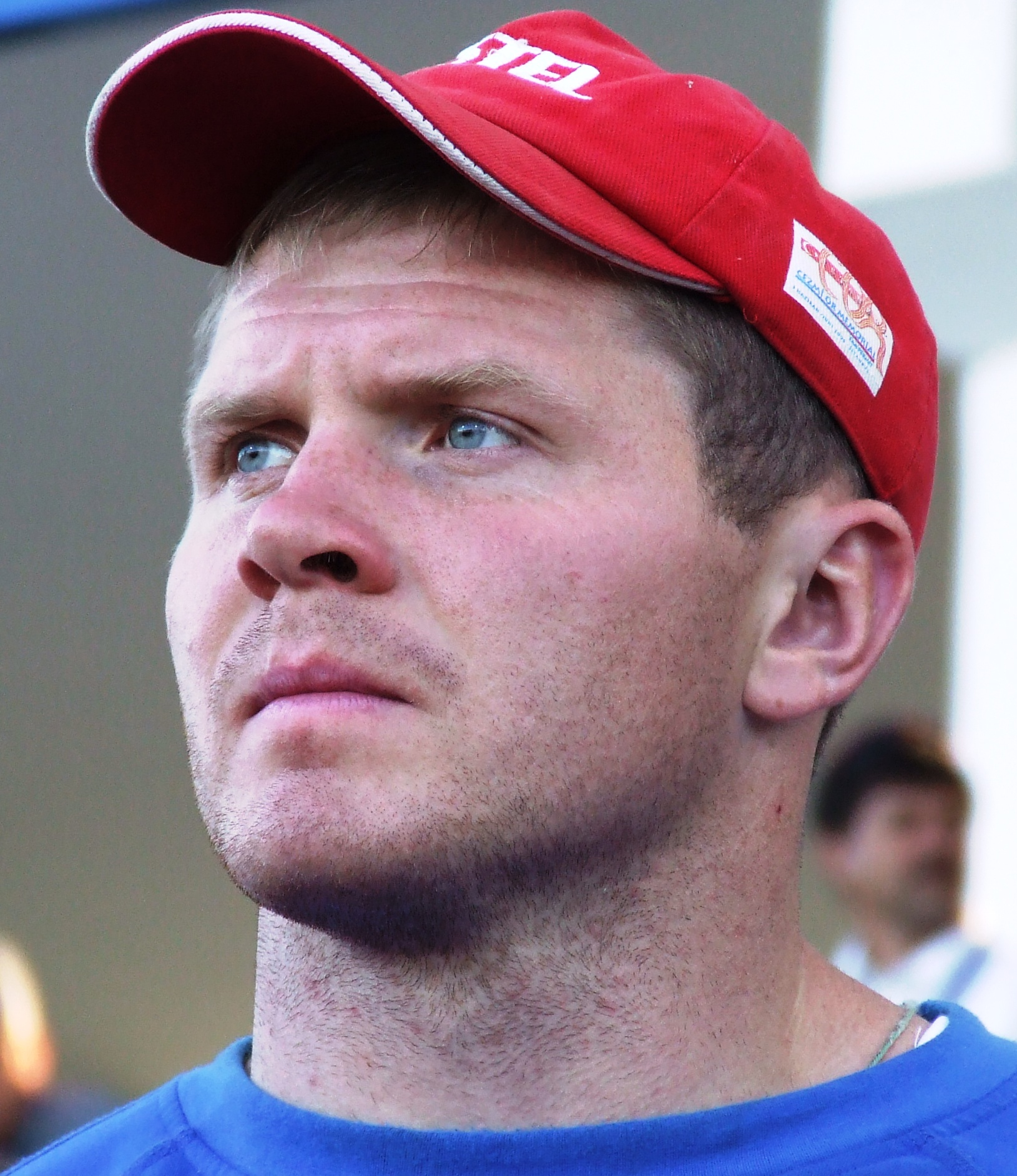
Pawel Lyschyn, 2007

Pawel Kanstanzinawitsch Lyschyn (belarussisch Павел Канстанцінавіч Лыжын, engl. Transkription Pavel Lyzhyn; * 24. März 1981 in Kamjanez) ist ein belarussischer Kugelstoßer.

## Werdegang
2002 wurde er Sechster bei den Halleneuropameisterschaften in Wien. Bei den Weltmeisterschaften 2003 in Paris/Saint-Denis scheiterte er in der Qualifikation; kurz danach gewann er bei der Universiade Silber. Auch bei den Olympischen Spielen 2004 in Athen war für ihn vorzeitig Schluss; bei den Europameisterschaften 2006 in Göteborg dagegen schaffte er es ins Finale und wurde Zehnter.
2007 wurde er bei den Halleneuropameisterschaften in Birmingham Vizemeister, schied aber bei den Weltmeisterschaften in Osaka erneut in der Qualifikation aus.
Gedopt trat Lyschyn bei den Olympischen Spielen 2008 in Peking an und lag zuletzt auf Platz 4.
Bei den Weltmeisterschaften 2009 in Berlin wurde er Sechster. Im Jahr darauf folgte einem fünften Platz bei den Hallenweltmeisterschaften 2010 in Doha ein sechster Platz bei den Europameisterschaften in Barcelona. 2011 schied er bei den Weltmeisterschaften  in Daegu in der ersten Runde aus, und 2012 belegte er bei den Olympischen Spielen in London mit 20,69 m den achten Platz. Bei den Weltmeisterschaften 2013 in Moskau gelang ihm in der Qualifikation kein gültiger Versuch.
Pawel Lyschyn ist 1,89 m groß und wiegt 110 kg.

## Doping
Bei einem nachträglichen Test der Dopingprobe von der Olympiade 2008 wurde Lyschyn 2016 positiv auf Turinabol getestet und vom IOC disqualifiziert.

## Persönliche Bestleistungen
- Kugelstoßen: 21,21 m, 22. Mai 2010, Brest
  - Halle: 21,12 m, 30. Januar 2010, Mahiljou
- Diskuswurf: 61,72 m, 18. Mai 2007, Minsk